# Johannes Mario Simmel
Johannes Mario Simmel (Viena, 7 de abril de 1924 - Lucerna, 1 de enero de 2009) fue un escritor austriaco.

## Biografía
Nació en Viena, y creció en Austria e Inglaterra, hijo de padres judíos. Se formó como ingeniero químico y realizó trabajos como investigador desde 1943 hasta el final de la Segunda Guerra Mundial. Después del final de la guerra, trabajó como traductor para la Oficina del Gobierno Militar estadounidense en la Alemania ocupada, y publicó comentarios e historias en el periódico vienés Welt am Abend. A partir de 1950, trabajó como reportero para Quick, publicación ilustrada para Europa y América, con base en Múnich.
A partir de 1960, comienza su legendaria carrera, escribiendo una serie de novelas, cuentos y guiones, donde aborda temas como la guerra fría, la caída del muro de Berlín, la genética, entre otros. Muchas de sus novelas se filmaron con éxito en los años 1960 y 1970. Ganó numerosos premios, incluyendo el Premio a la Excelencia de la Sociedad de Escritores de la ONU. 
Temas fundamentales en sus novelas son un ferviente pacifismo, así como la relatividad del bien y del mal. Varios de sus trabajos tienen un trasfondo real, posiblemente autobiográfico con lo cual cautivó a sus lectores con temas del vivir cotidiano.
Según su abogado suizo, Simmel murió el 1 de enero de 2009, con 84 años de edad.

## Obras
- Mich wundert, daß ich so fröhlich bin, Zsolnay, Wien 1949)
- Das geheime Brot, Zsolnay, Wien 1950)
- Der Mörder trinkt keine Milch. Ein Kriminalroman, Demokratische Druck- und Verlags-Gesellschaft (Bären-Bücher 19), Linz 1950)
- Man lebt nur zweimal, Demokratische Druck- und Verlags-Gesellschaft (Bären-Bücher 21), Linz 1950)
- Ich gestehe alles, Zsolnay, Wien 1953)
- Der Hochstapler. Immer, wenn er Kuchen aß..., (mit Hans Hartmann). Südverlag, München/Konstanz 1954
- Gott schützt die Liebenden, Zsolnay, Wien 1957)
- Affäre Nina B, Zsolnay, Wien 1958
- Es muß nicht immer Kaviar sein, Schweizer Druck- und Verlagshaus, Zürich 1960)
- Bis zur bitteren Neige, Knaur, Múnich 1962)
- Love Is Just A Word, Knaur, Múnich 1963)
- Lieb Vaterland magst ruhig sein, Knaur, Múnich 1965)
- Alle Menschen werden Brüder, Knaur, Múnich 1967)
- Und Jimmy ging zum Regenbogen, Knaur, Múnich 1970)
- Der Stoff, aus dem die Träume sind, Knaur, Múnich 1971)
- Die Antwort kennt nur der Wind, Knaur, Múnich 1973)
- Niemand ist eine Insel, Knaur, Múnich 1975)
- Hurra, wir leben noch, Knaur, Múnich 1978)
- Wir heißen euch hoffen, Knaur, Múnich 1980)
- Bitte, laßt die Blumen leben, Knaur, Múnich 1983)
- Die im Dunkeln sieht man nicht, Knaur, Múnich 1985)
- Doch mit den Clowns kamen die Tränen, Knaur, Múnich 1987)
- Im Frühling singt zum letztenmal die Lerche. Knaur, Múnich 1990)
- Auch wenn ich lache, muß ich weinen. Knaur, Múnich 1993)
- Träum den unmöglichen Traum. Knaur, Múnich 1996)
- Der Mann, der die Mandelbäumchen malte, Knaur, Múnich 1998)
- Liebe ist die letzte Brücke, Knaur, Múnich 1999)